# Александир Цветков
Александир Цветков (болг. Александър Цветков, нар. 31 серпня 1990, Плевен) — болгарський футболіст, півзахисник клубу «Литекс».
Виступав, зокрема, за клуб «Литекс», а також національну збірну Болгарії.

## Клубна кар'єра
У дорослому футболі дебютував 2008 року виступами за команду клубу «Литекс», кольори якої захищає й донині.

## Виступи за збірну
У 2011 році дебютував в офіційних матчах у складі національної збірної Болгарії. Наразі провів у формі головної команди країни 1 матч.

## Досягнення
- Чемпіон Болгарії (2):

«Литекс»: 2010, 2011
- Володар Суперкубка Болгарії (1):

«Литекс»: 2010